# Iglesia de Sancti Spiritus (Salamanca)
La iglesia de Sancti Spiritus de Salamanca, es un templo católico perteneciente al estilo del gótico tardío, y es el único resto que sobrevive en la actualidad del desaparecido monasterio de Sancti Spiritus de Salamanca, fundado a finales del siglo XII.  
El aspecto actual de la iglesia responde fundamentalmente a importantes reformas y esfuerzos de restauración en el siglo XVI.

## Historia

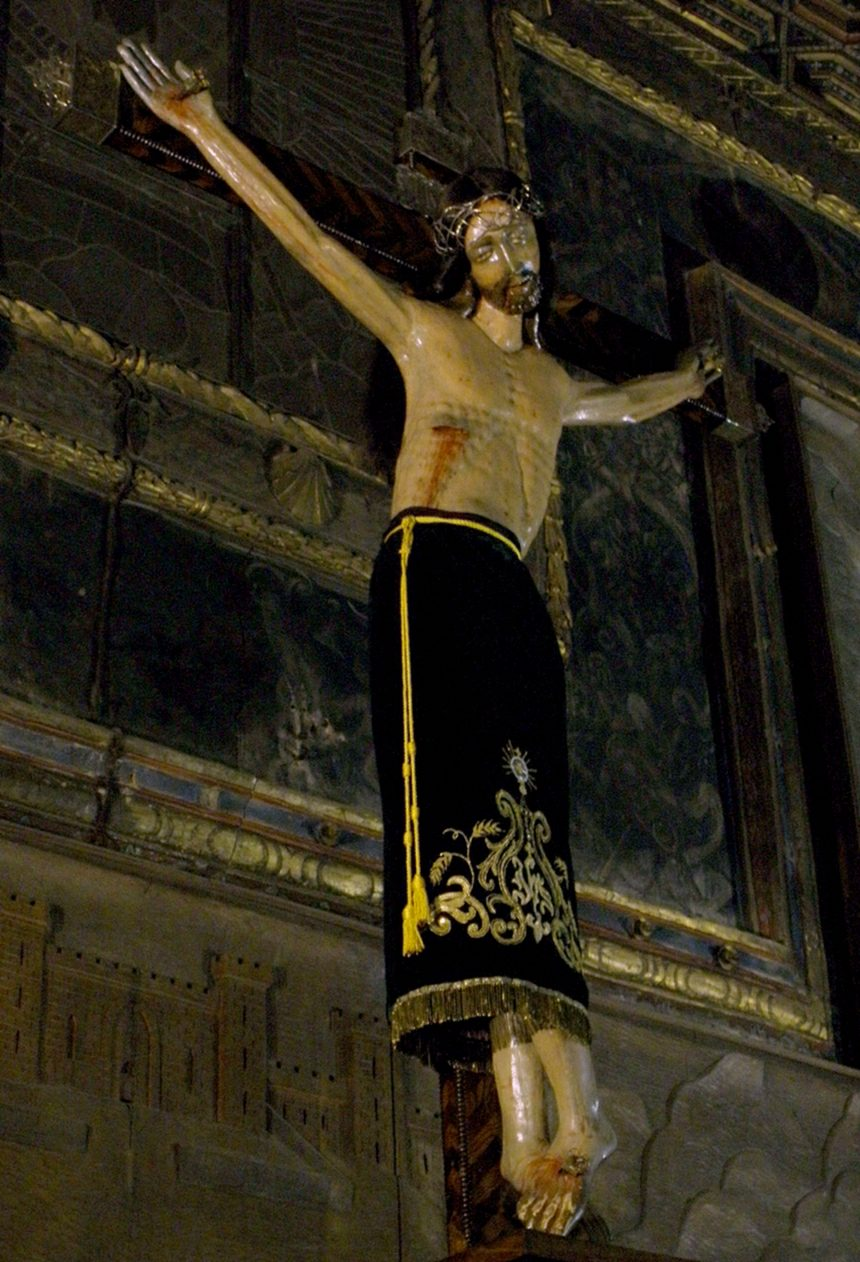
Imagen del Cristo de los Milagros

En 1190 se fundó la iglesia parroquial de Sancti Spíritus. Salamanca quedó posicionada en una zona de muy difícil conquista. La fama alcanzada en la reconquista provocó que muchos franceses acudieron a España, como fue el caso de Raimundo de Borgoña. Al realizar la repoblación la puebla de Sancti Spíritus quedó a cargo de la Orden de Santiago en 1223, siendo su núcleo principal el monasterio de Sancti Spíritus.
El convento fue fundado en 1268 por Martín Alfonso, hijo ilegítimo de Alfonso IX de León y de Teresa Gil de Soverosa, y su esposa, María Méndez de Sousa, quienes lo cedieron a su vez definitivamente en 1269 a la Orden de Santiago. El abad de la Orden de Santiago lo cedió a su vez a las monjas de dicha orden, quienes permanecieron aquí hasta el siglo XVIII.
Este convento o monasterio era una de las dos fundaciones hospitalarias más destacadas que la Orden de Santiago poseía en el reino de León, seguida por la villa y el castillo de Castrotorafe, un municipio despoblado situado en la actual provincia de Zamora.
El patronazgo sobre el monasterio fue ejercido entre 1268 y 1379 por cuatro mujeres, siendo la primera de ellas María Méndez de Sousa, fundadora del monasterio, y las otras tres la reina María de Molina, Violante Sánchez de Castilla y la reina Juana Manuel de Villena, esposa de Enrique II de Castilla e hija del célebre magnate Don Juan Manuel. Y aunque los reyes de Castilla no donaron al monasterio ninguna posesión, le confirmaron sus privilegios en varias ocasiones y lo protegieron durante sus conflictos con la Orden de Santiago o con el concejo de la ciudad de Salamanca.
El convento de Santi Spiritus acogió a las esposas de los caballeros salmantinos que partían a la guerra, motivo por el cual las monjas adoptaron el nombre de Comendadoras. La adscripción de este convento a la Orden de Santiago hizo que fuera llamado de las Comendadoras de Santiago. 
Antes de la desamortización, el edificio contaba con un claustro, diferentes dependencias monacales, una biblioteca y un archivo. Sancti Spiritus prosperó gracias al apoyo de la nobleza y el clero local hasta el siglo XIX.
Llegada la época de la expropiación de bienes, al Monasterio de Sancti Spíritus le significó una gran pérdida de parte de sus dependencias y propiedades entre 1836 y 1837. No corrió la misma suerte que otros edificios religiosos de España de abandonos, destrucción o reconversión, pero para Sancti Spíritus supuso un daño grave en cuanto a finanzas y debilitó su capacidad de manutención comunitaria. Perdió tierras en las que se basaba su economía, así como la salida de las monjas entre 1837 y 1840 debido a la crisis de esas pérdidas al verse sin medios para subsistir, significando una reducción de la comunidad religiosa.
Después de la desamortización de Mendizabal, que comenzó en 1836, el edificio sobrevivió, no como otros que fueron desmantelados, en parte, gracias a su importancia histórica, como también gracias al apoyo de figuras de relevancia de Salamanca, con contextos muy cambiantes, pudiendo seguir operando, pero con unas condiciones austeras y con pocos recursos. El convento fue transformado en cárcel, con el paso del tiempo acogería también otros servicios (policía municipal, audiencia, etc). A partir de 1874 algunas autoridades locales comenzaron a valorar Sancti Spíritus no solo por su papel religioso, sino también por su arquitectura medieval, en particular su claustro gótico y sus detalles mudéjares.
El edificio ha sido sometido a diversas restauraciones y adaptaciones para garantizar su estabilidad, siendo algunas restauraciones impulsadas por el Estado como por la propia Iglesia, pasando por instituciones académicas y culturales de patrimonio. 
En la primera mitad del siglo XX, Sancti Spiritus empezó a tener un reconocimiento de aumento histórico de Salamanca, siendo declarado monumento nacional en 1931 con las leyes de protección de patrimonio de la Segunda República. Esta declaración trajo consigo unas restauraciones en la década de 1940, recibiendo apoyos para restaurar sus elementos más deteriorados. 
En 1962 acogió la función de Archivo Histórico Municipal de Salamanca, y más tarde la función de Escuela de Artes y Oficios hasta 1964. 

### Derribo del monasterio
Sin embargo, en 1965 se derriba por completo con la intención de construir viviendas a su alrededor, manteniendo únicamente la iglesia y abriendo una nueva calle denominada Rondín de Sancti-Spíritus.
La iglesia fue declarada Bien de Interés Cultural (BIC) en 1988, resaltando su importancia y dándole una virtud digna de protección por ser patrimonio cultural y arquitectónico, preservando su conservación. 
Esta condición proporciona un marco legal de protección de esta iglesia frente a intervenciones en la misma y fomenta su correcta conservación, además de darle un estatus de relevancia histórica para la ciudad por su conexión entre historia y estilos arquitectónicos. Esta clasificación ayuda también al incentivo de desarrollo de iniciativas culturales y turísticas sobre la misma.
Además, le brinda la posibilidad de ser financiada para sus usos y para proyectos de restauración de la misma, para asegurar la supervivencia del edificio.

## La iglesia
La iglesia de Sancti Spíritus sufrió una serie de remodelaciones a lo largo de su historia entre las que destacan las remodelaciones del s. XVI que darán ese aspecto gótico a la iglesia. Sin embargo, aunque la iglesia conocida en sus inicios fue creciendo, la parte que ha llegado a nuestros días no se corresponde a su forma original. Los procesos por los que pasó la iglesia serían los siguientes: 

### Iglesia y coros primitivos
En los inicios fue una parroquia fundada en el año 1190, sin embargo, en 1223 se entrega la iglesia a la Orden de Santiago con la condición de que se conservara su carácter parroquial que poseía desde su fundación.
De la iglesia primitiva apenas quedan restos en pie, debido en buena medida a la reforma gótica del siglo XVI. De esta iglesia primitiva tan sólo se conserva una portada de mitad del siglo XIII situada en la parte norte del coro y que sirvió como comunicación con el monasterio. Según diversas fuentes, a la iglesia se accedía a partir de un pórtico cubierto. La iglesia tenía tres naves con tres capillas realizadas en sillería, mientras que el cuerpo estaba realizado en mampostería. La nave central tenía una cubierta a dos aguas, mientras que las colaterales eran de madera y a una sola agua. Había un acceso a la sacristía y al campanario en la nave del evangelio.
En 1268, cuando Martín Alfonso y María Méndez toman posesión de la iglesia fundaron un convento de religiosas que influirá en el coro de la iglesia que se encontraba a los pies de la iglesia, y tenía dos plantas. Una visita en el 1494 provocará una serie de reformas en la iglesia, de forma que en el año 1498 se construyó un confesionario y la edificación de un coro alto.

### Iglesia delsigloXVI

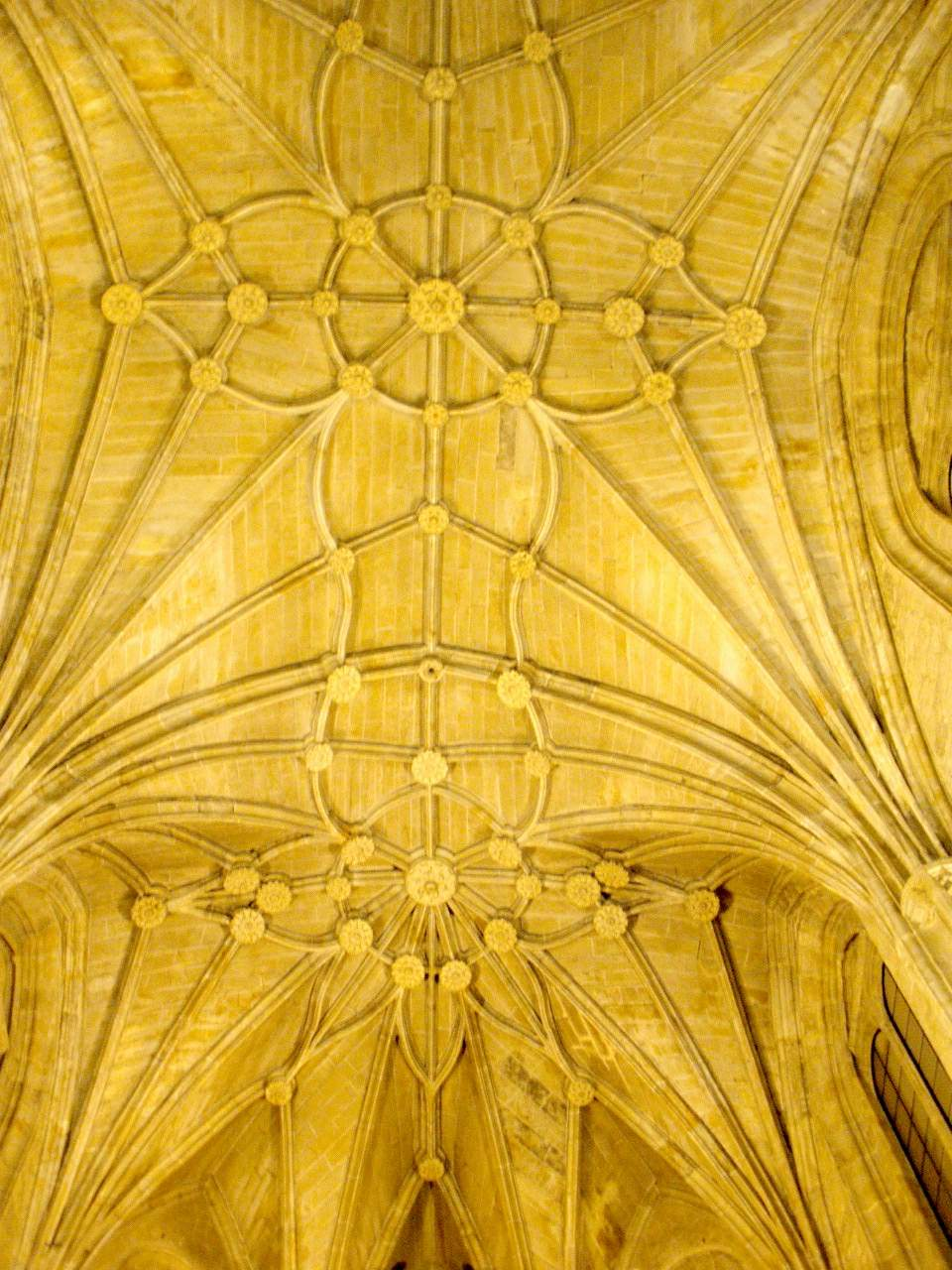
Bóvedas.

En el siglo XVI Salamanca sufre una reforma constructiva. Muestra de ello será la Catedral Nueva, el Convento de San Esteban o el Palacio de Monterrey. Debido a estas nuevas construcciones, Sancti Spiritus se planteó la necesidad de edificar una nueva iglesia y un coro de nueva planta. Esta reforma aprobada por Carlos I provoca que se derribe el campanario primitivo y se ensanche el coro de las monjas. Tras una serie de conflictos y debates acerca de su construcción, las obras se iniciaron en 1541.
La iglesia de Sancti Spíritus quedaría con una única nave, de dos tramos con capillas hornacinas entre contrafuertes y capilla mayor ochavada. Dichos tramos están culminados por una bóveda de crucerías, mientras que las capillas tienen bóvedas de cañón. La capilla mayor también de crucería, dibuja una semiestrella de seis puntas.
La planta de la iglesia era un tipo funcional que habían adoptado las órdenes religiosas que dominaban la península durante la Edad Media. “Este tipo de planta era la favorita de fray Martín, ya que en San Esteban siguió el mismo modelo, que luego repitió en Sancti Spíritus y en San Telmo de San Sebastián” . Además tienen en común que la cabecera es rectangular y pasa a ser ochavo a partir de trompas (en el caso de Sancti Spíritus decorados con la concha y la cruz). Estas trompas están tapadas por dos retablos barrocos.

### Portada
En contraste con la estética gótica de la iglesia, aparece uno de los ejemplos más claros de arte renacentista del siglo XVI que pervive en Salamanca. Como sucede en el interior, también al exterior comparte detalles con San Esteban en el trazado de las ventanas, o la decoración de contrafuertes y pináculos, elementos estos últimos cuya proyección por encima del alero del tejado de la nave confieren al monumento esa sensación de catafalco funerario al tener una enérgica presencia de su cabecera sobre el entorno urbano más inmediato, moderada en el caso de Sancti Spíritus por la accidentada orografía del lugar donde se ubica.
En el lado meridional se abre la parte más elogiada de esta construcción, su portada principal, obra de Martín de Santiago en colaboración con Pedro de Ibarra. Se trata de una portada concebida de manera independiente respecto del edificio, siendo su estructura un ejemplo del laboratorio experimental en que se convirtieron muchas fachadas, pues carece de los principios de composición y proporción del nuevo orden.
Es una iglesia de dos cuerpos, el primero con una entrada culminada en arco de medio punto, “enmarcada con pilastras pareadas que no llegan hasta el suelo, forma típica del renacimiento salmantino” . Están decoradas con grutescos, sujetando un friso y un entablamento con friso, sobre el que se asienta una cornisa decorada con figuras desnudas. 
La puerta se abre en arco de medio punto con doble arquivolta, está enmarcada por dos pares de pilastras cajeadas, con sus netos decorados con grutescos, que apoyan en ménsulas situadas a la altura de los salmeres, y entre ellas dos repisas con sus correspondientes doseletes, en las que inicialmente irían otras tantas figuras de bulto. Por encima del arco de la puerta se encuentra una pizarra con la conocida leyenda apócrifa relativa a la fundación de la iglesia y privilegios obtenidos. En las enjutas del arco de entrada se dejan ver unos medallones con los retratos de los creadores del convento, Martín Alfonso y María Méndez. 
El segundo cuerpo está dividido en dos compartimentos con vanos de medio punta tapiados. Encima de ellos dos medallones con los retratos de San Pedro y Santiago. Las columnas que dividen los compartimentos sostienen un entablamento y un friso, rematado por un frontón triangular con candeleros. En el tímpano del frontón hay un alto relieve de Santiago en la batalla de Clavijo.
En los frisos de ambos cuerpos se representan motivos de carácter pagano, “su influencia debería buscarse en algún grabado renacentista que llegará a las manos del artista. Según algunas fuentes eran motivos decorativos creados por artistas renacentistas que claramente estaban influenciados por el arte clásico. Podría interpretarse como “la Honestidad que triunfa sobre el Amor Lascivo, como había cantado Petrarca en sus “Triunfos” .

### Coro delsigloXVI
El coro fue realmente el motivo por el cual se construiría la nueva iglesia y se destruiría gran parte de la primitiva. La construcción del coro en 1541 permitiría alcanzar el objetivo final del proyecto, alargar y hacer una iglesia con mayor capacidad.
El coro bajo está marcado por una portada con una vano adintelado y que está flanqueado por pilastras con arquillos ciegos como decoración. Las pilastras están rematadas por capiteles corintios con cabezas de puttis y se sobre ellas se sostiene un entablamento liso. En el cuerpo superior encontramos “aletones que enmarcan un blasón con león rampante que pertenece al infante Martín Alfonso” . Se encuentra rematado con un frontón triangular sobre el que se encuentran dos leones recostados y se enmarca un flamero. Tiene como cubierta un gran artesonado de estilo renaciente mudéjar.
El coro alto se abre a un vano cuadrangular con balaustrada, enmarcada por dos semicolumnas sujetadas por calaveras aladas. Los capiteles están resueltos con decoración plateresca. La parte alta no se terminó ya que la intención era crear una bóvedas de crucería, las cuales no se efectuaron y de las que solo quedan una serie de ménsulas inacabadas que debían recibir los nervios.

### Sacristía
De la sacristía antigua del s. XVI no queda casi ningún resto. Se deduce según una serie de descripciones que su puerta de entrada debía de ser la misma que la actual. La planta de la sacristía estaba colocada de manera transversal a la nave de la iglesia , ya que era rectangular y también estaba culminada por dos bóvedas de crucería, cuyos nervios terminaban en ménsulas decoradas por la cruz de Santiago.
La sacristía del s. VXI no iba a ser la definitiva ya que se realizaría una en el s. XVII que tomaría parte de esta. Se destruyó en gran medida la vieja para que Francisco Rivero y Antonio Tamames pudieran construir la nueva. Esta sacristía es de gran longitud y se encuentra colocada en el lado norte. Su planta está cubierta por bóvedas de cañón con lunetos donde se abren una serie de vanos. La bóveda estaba construida a base de ladrillo y yeso lo cual explica su gran decoración. Se accede a través de la puerta de la antigua sacristía quedando ahora una puerta barroca “con portada adintelada y enmarcada en un bocel” . En el centro hay una cabeza de ángel, decoración floral y demás tallas vegetales. En la parte superior se halla el escudo de la casa de los Austrias. 

## Obras de arte de su interior
Entre las obras de arte conservadas en la iglesia de Sancti Spiritus destacan principalmente:

### Retablo mayor

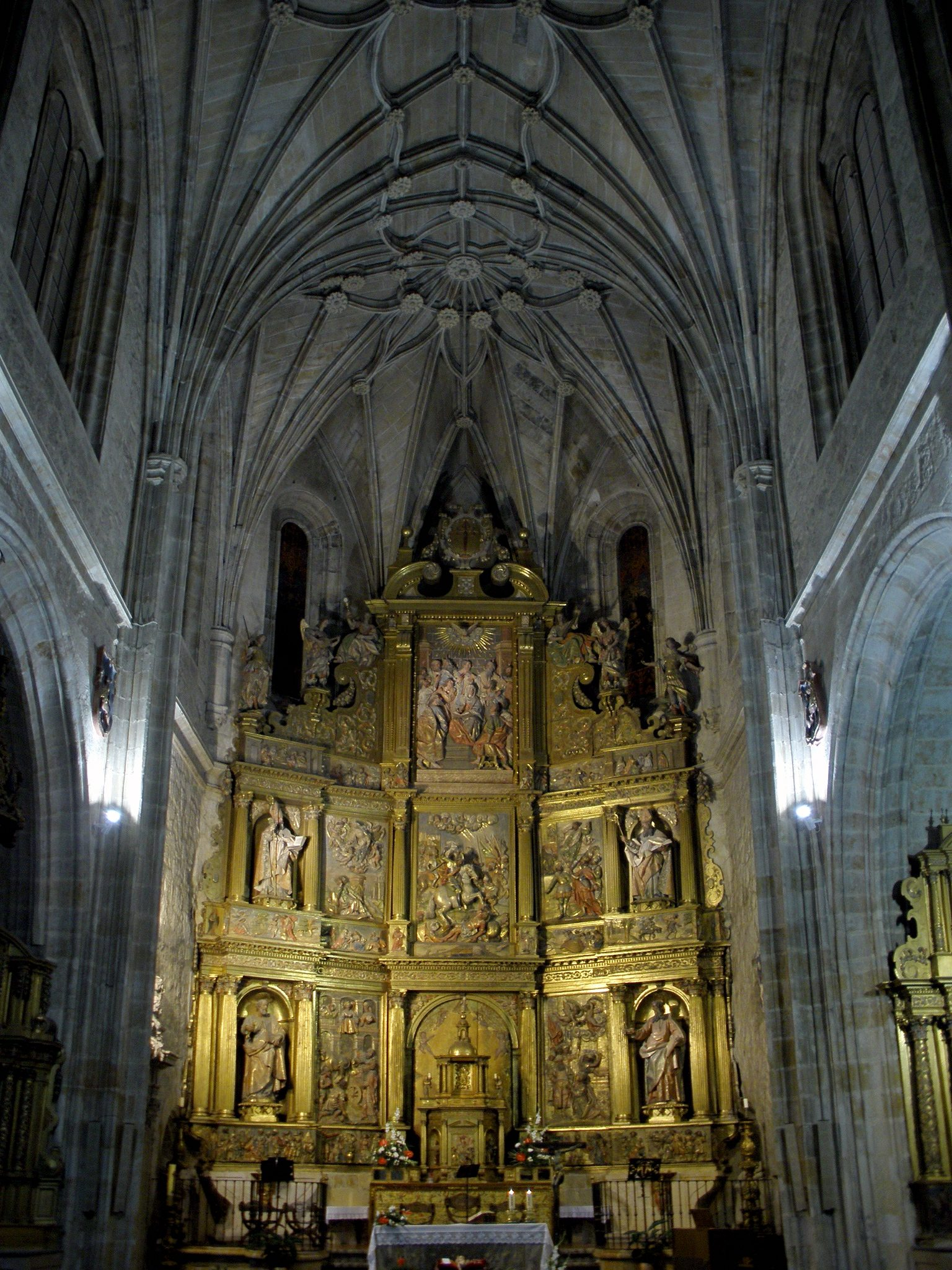
Retablo mayor.

Es uno de los retablos más representativos de la ciudad de Salamanca, de la primera mitad del siglo XVII, realizado por un conjunto de artistas entre los que destaca Antonio de Paz, autor de la mayor parte de la escultura que compone el retablo. Se trata de un retablo de forma principalmente curva, distribuido en cinco calles y tres cuerpos, los dos inferiores más monumentales que el tercero, articulado completamente mediante columnas corintias. La representación principal es la de Cristo resucitado justo en el instante en el que abandona el sepulcro, a su lado aparecen representados san Juan Bautista y San Antón. En la calle inferior, dos figuras de bulto redondo, una a cada lado, de San Pedro y San Pablo. Por último, en la parte superior del retablo un relieve en el cual se encuentra representada la venida del Espíritu Santo.  
Se trata de un retablo de una tipología concreta la cual se desarrolló principalmente en esta época en concreto, el retablo-portada, una tipología condicionada principalmente por la doctrina del Concilio de Trento. 

### Retablos laterales
El más antiguo de todos y el más representativo es el retablo del Ángel de la Guarda, realizado por Pedro Hernández. Consta de dos cuerpos, el primero articulado por columnas con capiteles compuestos, las cuales enmarcan la escultura principal del Ángel de la Guarda. Por encima, en el segundo cuerpo entre columnas se puede observar una representación de la Virgen, el niño y San Juan.
Destaca a su vez el retablo de la Inmaculada concepción, realizado por Juan García y Francisco García de Ardero, también articulado en dos cuerpos el de abajo articulado por columnas corintias y con una escultura de bulto redondo de la figura de la inmaculada, y el cuerpo superior una tabla que representa a Santa Ana, la virgen y el niño Jesús con un ramo.
Los artistas anteriores realizaron a su vez otro retablo colateral también articulado en dos cuerpos. En el primero se encuentran representadas las figuras de San José y el niño y en el segundo un relieve de la anunciación.
Por último, destaca el retablo de San Sebastián, realizado por Miguel Martínez, el cual consta de dos cuerpos, en el centro del segundo cuerpo se encuentran representados unos angelitos que sujetan la representación en forma de paloma del Espíritu Santo. En la parte central del cuerpo inferior, una escultura de bulto redondo de San Sebastián.

### Sepulcros

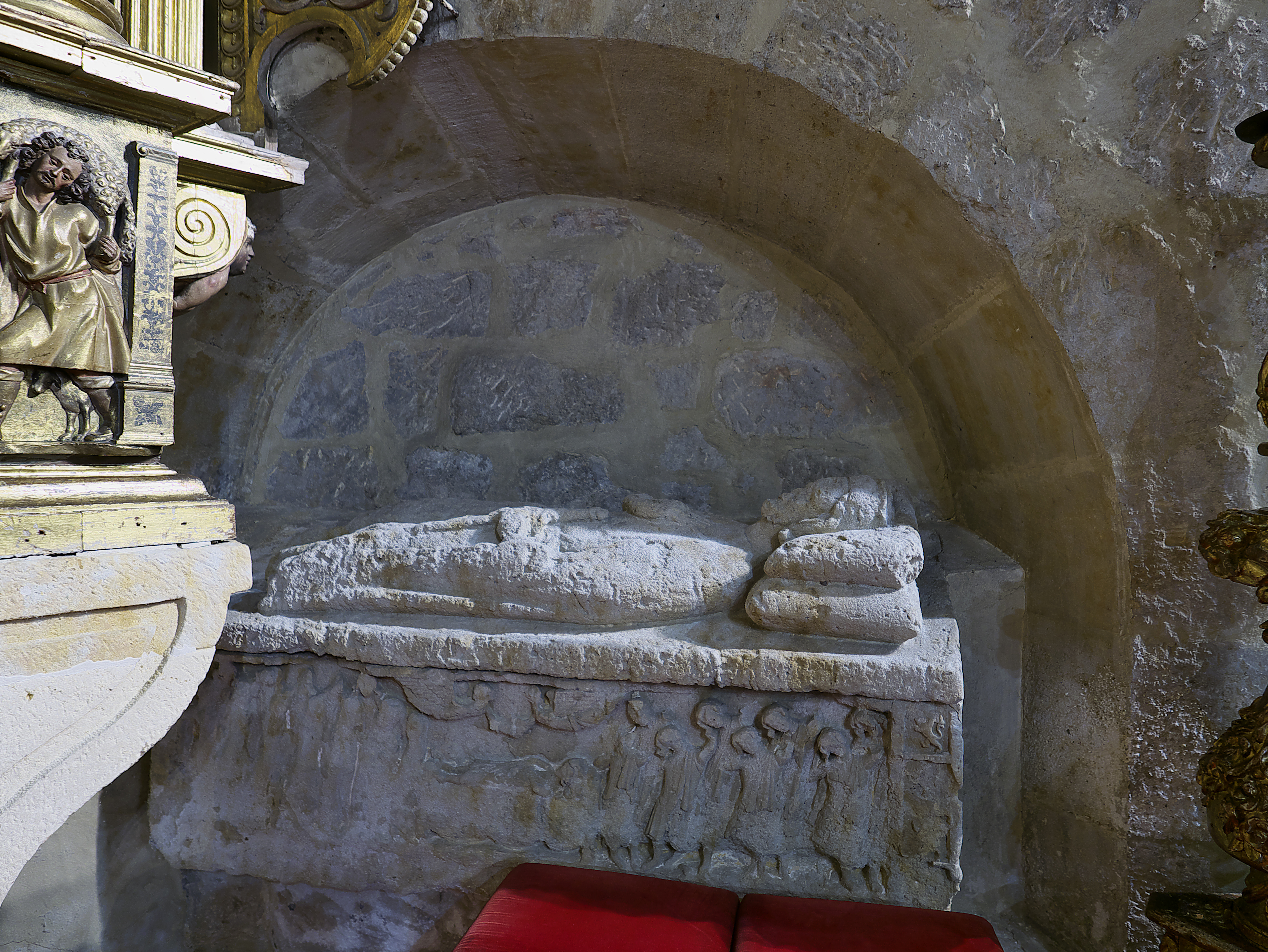
Sepulcro de Martín Alfonso de León.

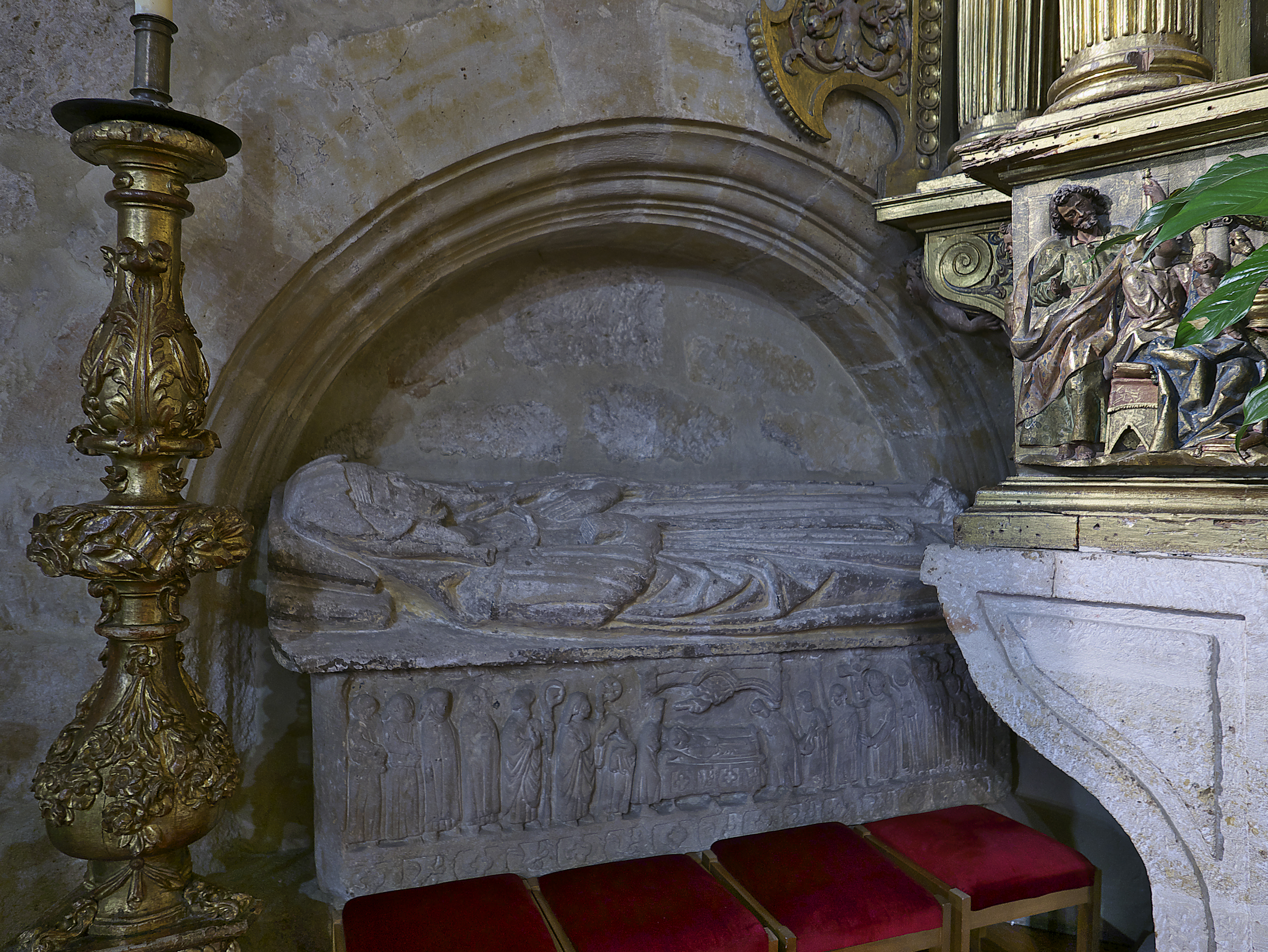
Sepulcro de María Méndez de Sousa.jpg

Se trata de los sepulcros de los fundadores del convento, los cuales datan del último tercio del siglo XIII y están ubicados en el presbiterio de la iglesia. Son de una tipología concreta y se encuentran enmarcados en unos arcos de medio punto. Los dos sepulcros más importantes son el de Martín Alonso y el de su mujer María Méndez. En el primero de ellos el tema representativo son las exequias, momento en el que el personaje fallece y bajan dos ángeles a por su alma. En la parte superior de la urna se encuentra representado el fallecido en postura yacente. Por último, en el segundo sepulcro la escena representada es el enterramiento de la propia fallecida, encima de la urna también se encuentra representada la fallecida vestida con un hábito de monja, en posición yacente. Fuera de la capilla mayor se encuentra el sepulcro de Pedro Vidal, muerto en 1363. Estos sepulcros son realizados para que la atención de la misa se desvíe a los fallecidos y así garantizar que su recuerdo perdure.

#### Miembros de la realeza sepultados en la iglesia
Tres miembros de la realeza leonesa y castellana fueron enterrados en la iglesia entre los siglos XIII y XIV:
- Martín Alfonso de León, hijo ilegítimo del rey Alfonso IX de León.[14]
- María Méndez de Sousa, esposa del anterior e hija de Mendo González de Sousa y de Teresa Alfonso Téllez de Meneses.[14]
- Violante Sánchez de Castilla, hija ilegítima de Sancho IV de Castilla y de María de Meneses.[15]

### Cristo de los milagros
El Cristo de los milagros es una de las tallas más sobresalientes que alberga la iglesia. “Fueron concebidas en su día como verdaderas <<ymágenes>> es decir, manifestaciones visibles de la divinidad. Tiene una función devocional pero como prioridad tiene transmitir o evocar un conjunto de creencias.
El Cristo se encuentra a los pies del coro bajo de la Iglesia de Sancti Espíritus. Es una talla de madera policromada, que remarca el sufrimiento de Cristo en la Cruz, que “correspondía al s. XIV” . El cuerpo describe un movimiento en S con la cabeza inclinada a la izquierda. Se subrayan las huellas de la Pasión, insistiendo en el significado redentor. La imagen se adecua a modas y gustos modernos, como los postizos y el paño que la cofradía coloca en relación al tiempo litúrgico .

## Actualidad
La acumulación de suciedad, humedad y factores ambientales ha provocado la intervención en el inmueble en los últimos años debido al deterioro que presentaba. La intervención se llevó a cabo en dos fases. 
La primera parte de la intervención incluyó la reestructuración y reconstrucción de la cubierta de la Sacristía, la limpieza y restauración de los pináculos de la fachada norte, así como de la portada de Santiago, la restauración de las cubiertas de la zona del coro y la recuperación de la cornisa de la portada de la fachada sur. 
A medida que avanzaban las obras, la Fundación del Patrimonio Histórico de Castilla y León consideró conveniente ampliar la intervención y planteó una segunda fase para restaurar la portada principal y su cubierta. Además, se limpiaron y restauraron los pináculos del lado sur, siendo un elaborado trabajo ya que el material estaba muy fragmentado y requería una minuciosa restauración. 
A día de hoy, la iglesia de Sancti Spíritus sigue siendo un lugar de relevancia cultural y religiosa para Salamanca, aunque en menor medida que en siglos anteriores. Tanto es así, que la iglesia fue declarada Bien de Interés Cultural años atrás.